# 1901 en Allemagne
Chronologie de l’Allemagne
- 1897
- 1898
- 1899
- 1900
- 1901
- 1902
- 1903
- 1904
- 1905

Cet article présente les faits marquants de l'année 1901 en Allemagne.

## Événements
- Officialisation des règles de l'allemand standard.

### Mars
- 1er mars : mise en service du premier train suspendu à Wuppertal.
- 6 mars : attentat anarchiste contre l’empereur d’Allemagne Guillaume II à Brême. Il est atteint à la joue droite, au- dessous de l’œil, d’un morceau de fer lancé par un ouvrier, Dietrich Weiland.

### Mai
- 28 mai : création à Berlin de la Hilfsverein der deutschen Juden (de) par James Simon, industriel des cotons et ami du Kaiser, pour l’amélioration sociale et politique des Juifs d’Europe de l’Est et d’Orient.

### Juillet
- 7-14 juillet : Championnats du monde de cyclisme sur piste à Berlin.

### Août
- 21 août : ouverture du Théâtre du Prince-Régent.

## Prix Nobel
- Wilhelm Röntgen, physique
- Emil Adolf von Behring, médecine

## Naissances
- 21 juillet : Nyanaponika, moine bouddhiste
- 22 juillet : Kurt Hahn, militaire
- 5 décembre : Werner Heisenberg, physicien

## Décès
- 6 juillet : Clovis de Hohenlohe-Schillingsfürst, chancelier.